# زكاري باين
زكاري باين (بالإنجليزية: Zachary Payne)‏ (مواليد 18 نوفمبر 1993) هو سبّاح نيوزيلندي، مثّل بلاده في الألعاب الأولمبية الصيفية 2012.

## روابط خارجية
زكاري باين على موقع الاتحاد الدولي للسباحة (الإنجليزية)
- زكاري باين على موقع اللجنة الأولمبية الدولية (الإنجليزية)
- زكاري باين على موقع أوليمبيديا (الإنجليزية)